# Рецепта за любов
„Рецепта за любов“ (на турски: Aşkın Tarifi) е турски драматичен и романтичен комедиен телевизионен сериал, продуциран от NTC Medya, чийто първи епизод е излъчен на 7 юни 2021 г. Kадир Доулу и Серра Aрътюрк поемат главните роли в сериала. Сериалът приключва със своя 13-и епизод, който е излъчен на 6 септември 2021 г.

## Сюжет
Шеметното пътуване на Фърат го довежда във френски ресторант. Фърат Карасу (Kадир Доулу), който е бил добър готвач във френската кухня в миналото, се връща към кухнята, към която има страст; той среща истинската любов благодарение на красивата Наз Сойлуер (Серра Арътюрк), собственичката на ресторанта.

## Актьорски състав
- Кадир Доулу – Фърат Kарасу
- Серра Арътюрк – Наз Сойлуер Kарасу
- Алпер Салдъран – Tайлан Гюнебакан
- Ясемин Баштан – Султан Йълмаз
- Джем Давран – Хазъм Сойлуер
- Юммю Путгюл – Гюлендам Kарагюн
- Идил Сивритепе – Шебнем
- Aтакан Йълмаз – Мирза
- Eлиф Mелда Йълмаз – Феза Сойлуер
- Mехмет Шекер – Ергин
- Беран Йозел – Асуман
- Дениз Гюркан – Севи Йълмаз
- Гьокхан Нигдели – Кандемир
- Tолгар Йозалтъндере – Бора Гюнебакан
- Oнур Якъджъ – Гьокхан
- Батухан Байър – Ерай
- Селим Aкгюл – Атила
- Шевкет Чапкъноулу – Сердал Йоз

## Излъчване
| Сезон | Епизоди | Начало на сезона | Край на сезона   | Всички епизоди | ТВ сезон | ТВ Канал |
| ----- | ------- | ---------------- | ---------------- | -------------- | -------- | -------- |
| 1     | 13      | 7 юни 2021       | 6 септември 2021 | 1 – 13         | 2021     | Kanal D  |